# 제1군 (미국)
미국 제1군(영어: First United States Army (FUSA))은 1918년 8월 10일에 창설된 가장 오래된 미국 육군의 야전군으로, 현재는 예비군을 동원하여 훈련하고 전시에 소집하는 역할을 하고 있다. 표어는 "First in Deed"

## 역사

### 제1차 세계 대전
1918년 8월 10일, 제1차 세계 대전에 따라 프랑스로 병력을 보내기 위한 아메리카 원정군의 일원으로서 전쟁부의 일반명령 35호에 따라 "제1군(First Army)"으로서 창설되었다. 존 "블랙 잭" 퍼싱 장군이 지휘하였으며, 이듬해 1919년 4월 20일 제1차 세계 대전의 종전에 따라 해체되었다.

### 전간기
1933년 9월 11일, 제1군은 미국 북동부에 위치한 거버너스 섬 포트 제이에서 육군 상비군을 관리하고 훈련시키는 임무를 띄고 재차 활동을 시작했다. 초기에는 부대는 서류상으로만 존재하였고, 데니스 E. 놀란 장군이 지휘관으로 1938년까지, 1943년까지는 휴 A. 드럼 장군이 퇴역할때까지 지휘하였다. 드럼 장군이 정년 퇴역을 하여 공석이 되자, 제2임무사령부의 조지 그런트 대장이 잠시동안 겸직했다.

### 제2차 세계 대전
1943년 10월 오마 브래들리 장군의 지휘 아래에 절대군주 작전에 대비하였으며, 1944년 1월 잉글랜드 브리스톨에서 노르망디에 상륙하기 위한 활동을 개시하였다. 6월 6일 D-데이에 제1군은 다른 미국 육군 부대와 함께 영국 제21군집단 휘하로 들어갔다.
셰르부르를 점령한 뒤 프랑스 남부로 진격하였다.
12월 20일에 잠시 제21군집단 휘하로 다시 들어갔다. 1945년 2월 라인 전역이 시작되면서 다시 제12군집단으로 돌아갔다. 레마겐 철교를 발견하고 이것을 통해 라인강을 건넜다.
엘베강에 도달한 4월 18일에 진격을 멈추었으며, 1주일 뒤 4월 25일에 소비에트 연방군과 접촉하였다.
5월, 사령부가 뉴욕시로 귀환하였다. 부대는 태평양 전역에서 몰락 작전의 두 번째 단계로 계획된 코로넷 작전에 따라 일본 본토에 침공할 예정이었으나, 8월 일본이 항복하면서 취소되었다.

### 냉전
1945년 말에 미국 본토로 귀환하여 포트 잭슨, 포트 브래그, 1946년 봄에는 포트 제이 순으로 옮겨갔다. 1966년 1월 1일에 해체된 제2군이 있었던 포트 조지 G. 미드로 옮겨갔다.
1973년 임무가 수정되어 남아있는 육군 예비군과 주 방위군 부대를 훈련시키게 되었으며, 1993년에 포트 길림으로 옮겨가고 제75, 78, 85, 87, 91보병사단 사단을 배속받았다.

### 21세기
2005년 기지 재할당 폐쇄 협의(BRAC)에 따라 제1군 사령부가 록 아일랜드 병기창으로 옮겨갔으며, 이듬해 2006년 미국 육군의 개편에 따라 휘하의 사단이 해체되고 여단은 독립 훈련 여단으로 독립되었다. 10월 3일, First United States Army은 First Army으로 개명되었다.
제1군은 2007년 3월 7일에 창설된 동부 지역 사단과 서부 지역 사단을 각각 포트 메어드와 포트 후드에 주둔하게 하고 여단을 통제하도록 하였다.

## 부대

제1군 동부사단의 행정관리부대
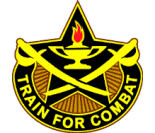
제4기병여단 포트 녹스 옛 제85사단 4여단
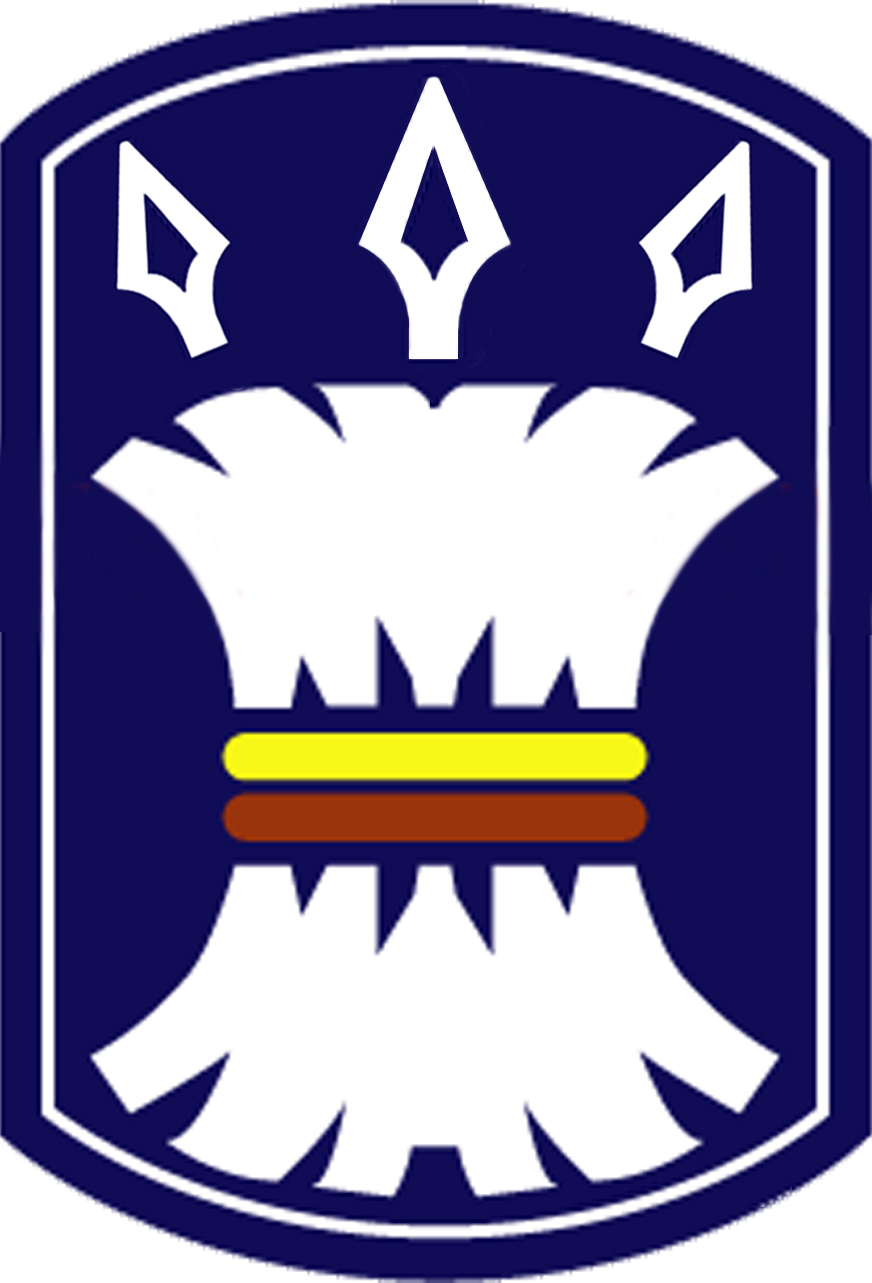
제157보병여단 포트 잭슨 옛 제87사단 5여단
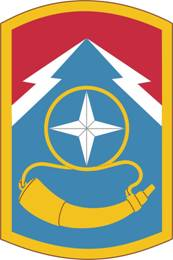
제174보병여단 포트 드럼 옛 제78사단 2여단
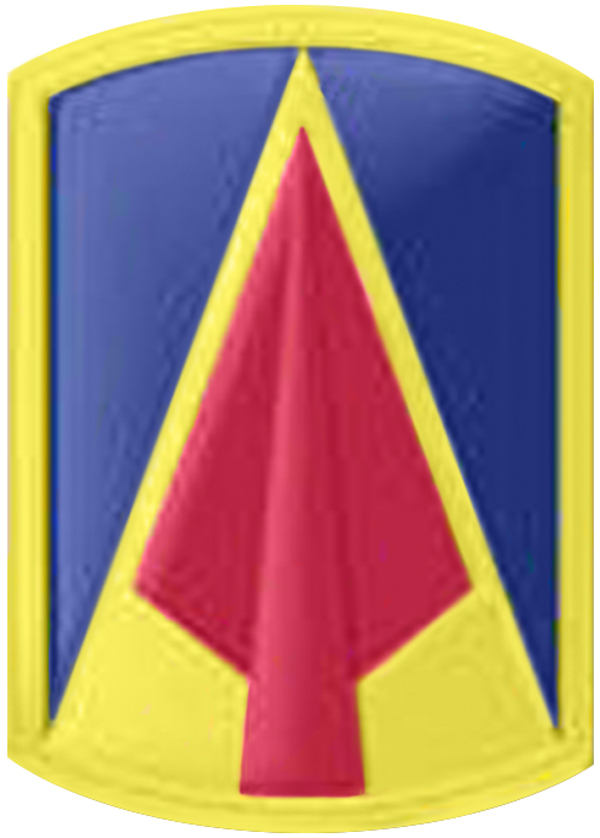
제177기갑여단 포트 셀비 옛 제87사단 3여단
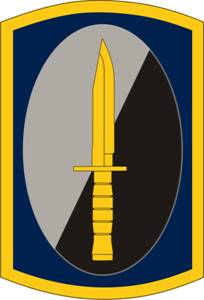
제188보병여단 포트 스튜어트 옛 제87사단 4여단

제1군 서부사단의 행정관리부대
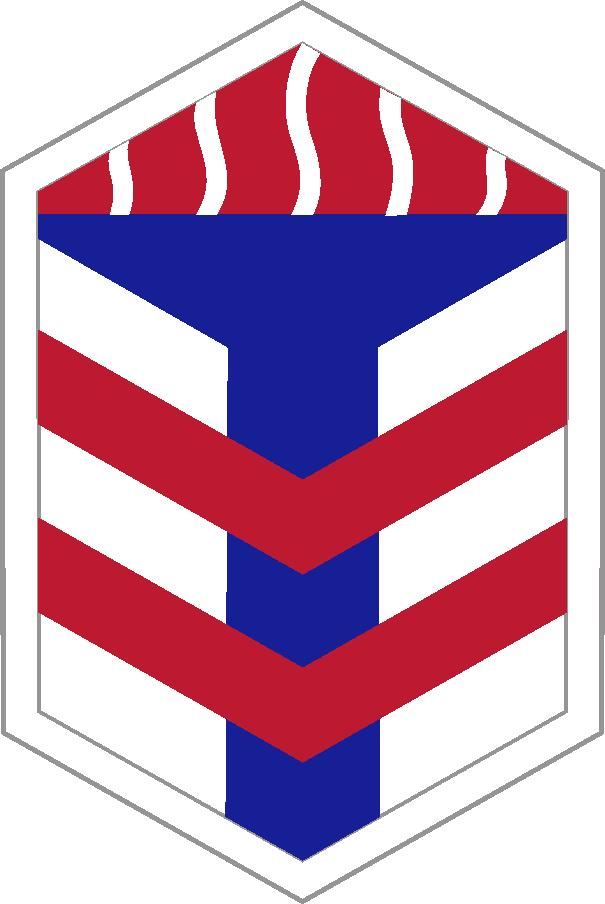
제5기갑여단 포트 블리스 옛 제91사단 2여단
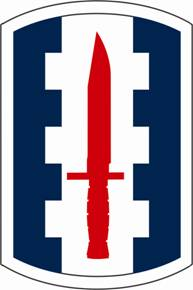
제120보병여단 포트 후드 옛 제75사단 2여단
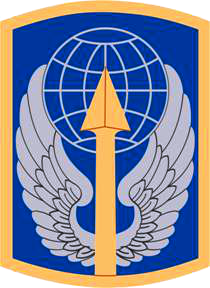
제166항공여단 포트 후드 옛 제75사단 3여단
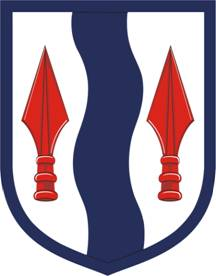
제181보병여단 포트 맥코이 옛 제85사단 2여단
제189보병여단 포트 브래그 옛 제78사단 4여단

## 역대 지휘관
| #    | 사진 | 계급 | 성명                                         | 취임일      | 이임일 |
| ---- | ---- | ---- | -------------------------------------------- | ----------- | ------ |
| 1.   |      | 대장 | 존 J. 퍼싱 John J. Pershing                  | 1918년      |        |
| 2.   |      | 중장 | 헌터 리겟 Hunter Liggett                     | 1918년      | 1919년 |
| 3.   |      | 소장 | 대니스 E. 놀란 Dennis E. Nolan               | 1932년      | 1936년 |
| 4.   |      | 소장 | 폭스 코너 Fox Conner                         | 1936년      | 1938년 |
| 대행 |      | 소장 | 프랭스 로스 맥코이 Frank Ross McCoy          | 1938년      |        |
| 대행 |      | 소장 | 제임스 K. 파슨스 James K. Parsons            | 1938년      |        |
| 5.   |      | 중장 | 휴 A. 드럼 Hugh A. Drum                      | 1938년      | 1943년 |
| 6.   |      | 중장 | 조지 그루넛 George Grunert                   | 1943년      | 1944년 |
| 7.   |      | 중장 | 오마 브래들리 Omar N. Bradley                | 1944년      |        |
| 8.   |      | 대장 | 코트니 H. 호지스 Courtney H. Hodges          | 1944년      | 1949년 |
| 대행 |      | 소장 | 로스코 B. 우드루프 Roscoe B. Woodruff        | 1949년      |        |
| 9.   |      | 대장 | 월터 배델 스미스 Walter Bedell Smith         | 1949년      | 1950년 |
| 대행 |      | 소장 | 로스코 B. 우드루프 Roscoe B. Woodruff        | 1950년      |        |
| 10.  |      | 중장 | 윌리스 D. 크리텐버거 Willis D. Crittenberger | 1950년      | 1952년 |
| 11.  |      | 중장 | 휘터스 A. 버레스 Withers A. Burress          | 1953년      | 1954년 |
| 12.  |      | 중장 | 토머스 W. 헤렌 Thomas W. Herren              | 1954년      | 1957년 |
| 13.  |      | 중장 | 블랙셰어 M. 브라이얀 Blackshear M. Bryan     | 1957년      | 1960년 |
| 14.  |      | 중장 | 에드워드 J. 오'네일 Edward J. O'Neill        | 1960년      | 1962년 |
| 15.  |      | 중장 | 개리슨 H. 데이비드슨 Garrison H. Davidson    | 1962년      | 1964년 |
| 16.  |      | 중장 | 로버트 W. 포터 Jr. Robert W. Porter Jr.      | 1964년      | 1965년 |
| 17.  |      | 중장 | 토머스 W. 둔 Thomas W. Dunn                  | 1965년      |        |
| 18.  |      | 중장 | 윌리엄 F. 트레인 William F. Train            | 1966년      | 1967년 |
| 19.  |      | 중장 | 조나단 O. 시먼 Jonathan O. Seaman            | 1967년      | 1971년 |
| 20.  |      | 중장 | 클레이어 E. 헛친 Jr. Claire E. Hutchin, Jr.  | 1971년      | 1973년 |
| 21.  |      | 중장 | 글렌 D. 워커 Glenn D. Walker                 | 1973년      | 1974년 |
| 22.  |      | 중장 | 제임스 G. 칼러기스 James G. Kalergis         | 1974년      | 1975년 |
| 23.  |      | 중장 | 제프리 G. 스미스 Jeffrey G. Smith            | 1975년      | 1979년 |
| 24.  |      | 중장 | 존 F. 포레스트 John F. Forrest               | 1979년      | 1981년 |
| 25.  |      | 중장 | 도널드. E. 로젠블럼 Donald E. Rosenblum      | 1981년      | 1984년 |
| 26.  |      | 중장 | 찰스 D. 프랭클린 Charles D. Franklin         | 1984년      | 1987년 |
| 27.  |      | 중장 | 제임스 E. 톰슨 Jr. James E. Thompson Jr.     | 1987년      | 1991년 |
| 28.  |      | 중장 | 제임스 H. 존슨 Jr. James H. Johnson Jr.      | 1991-1993년 |        |
| 29.  |      | 중장 | 존 P. 오천 John P. Otjen                     | 1993년      | 1995년 |
| 30.  |      | 중장 | 가이 A. J. 라보아 Guy A. J. LaBoa            | 1995년      | 1997년 |
| 31.  |      | 중장 | 조지 A. 피셔 Jr. George A. Fisher Jr.        | 1997년      | 1999년 |
| 32.  |      | 중장 | 존 M. 릭스 John M. Riggs                     | 1999년      | 2001년 |
| 33.  |      | 중장 | 조지프 R. 인게 Joseph R. Inge                | 2001년      | 2004년 |
| 34.  |      | 중장 | 러셀 L. 오노레 Russel L. Honoré              | 2004년      | 2008년 |
| 35.  |      | 중장 | 토머스. G. 밀러 Thomas G. Miller             | 2008년      | 2011년 |
| 36.  |      | 중장 | 존 마이클 베드나렉 John Michael Bednarek     | 2011년      | 2013년 |
| 대행 |      | 소장 | 케빈 R. 웬델 Kevin R. Wendel                 | 2013년      |        |
| 37.  |      | 중장 | 마이클 S. 터커 Michael S. Tucker             | 2013년      | 2016년 |
| 38.  |      | 중장 | 스테판 M. 트위티 Stephen M. Twitty           | 2016년      | 2018년 |
| 대행 |      | 소장 | 에릭 페테슨 Erik Peterson                    | 2018년      |        |

## 기록

### 계보
- 1918년 월 일, Headquarters and Headquarters Troop, First Army
→제1군, 본부 및 본부병대
- 1918년 9월, Troop A, Headquarters Battalion, First Army
→제1군, 본부대대, A병대
- 1919년 3월 1일, Headquarters Troop, First Army
→제1군, 본부병대
- 1944년 6월 27일, Headquarters and Headquarters Company, First Army
→제1군, 본부 및 본부중대
- 1957년 1월 1일, Headquarters and Headquarters Company, First United States Army
→미국 제1군, 본부 및 본부중대
- 2006년 10월 3일, Headquarters and Headquarters Company, First Army
  - 본부중대는 해산된채로 남음.

→제1군, 본부 및 본부중대

별지
- 1927년 8월 15일, Headquarters and Headquarters Company, Seventh Army
정규군으로 배정됨.
→제7군, 본부 및 본부중대
- 1927년 10월 13일, Headquarters and Headquarters Company, First Army
→제1군, 본부 및 본부중대

### 전역
| 스트리머        | 내역                                                                 |
| --------------- | -------------------------------------------------------------------- |
| 제1차 세계 대전 | - 셍미이엘 전투 - 뫼즈-아르곤 - 로레인                               |
| 제2차 세계 대전 | - 노르망디 (화살촉) - 북프랑스 - 라인란트 - 안데스-알자스 - 중앙유럽 |

### 스트리머
| 스트리머          | 내역                              | 명령서                                | Ref   |
| ----------------- | --------------------------------- | ------------------------------------- | ----- |
| 합동공로부대표창  | 2005년 8월 31일 ~ 10월 13일       |                                       | [ 1 ] |
| 육군 우수부대표창 | 2001년-2004년                     |                                       |       |
| 육군 우수부대표창 | 2004년 7월 15일 ~ 2008년 5월 31일 | 영구명령 제120-10호, 2009년 4월 30일  | [ 2 ] |
| 육군 우수부대표창 | 2008년 6월 1일 ~ 2001년 9월 30일  | 영구명령 제332-07호, 2012년 11월 27일 |       |

## 참고
1. ↑  “Table 1.  Joint Meritorious Unit Award – Approved DoD Activities” (PDF) (영어): 16. 2018년 9월 12일에 확인함. HQ, Joint Task Force Katrina, Fort Gillem, Georgia 31 Aug 05 – 13 Oct 05
2. ↑  “Permanent Orders 120-10” (PDF) (영어). United States Army Human Resource Command. 2009년 4월 30일. 2018년 9월 12일에 확인함.

- “Headquarters And Headquarters Company First Army” (영어). 미국 육군 역사관. 2012년 4월 30일. 2018년 9월 12일에 확인함.